# Retiro de Perú como anfitrión de la Copa Mundial Sub-17 de Fútbol de 2023
El retiro de Perú como anfitrión de la Copa Mundial Sub-17 de Fútbol de 2023 fue una controversia deportiva y política ocurrida en febrero del 2023, cuando la FIFA, el organismo rector mundial del fútbol, decidió despojar a Perú de sus derechos de sede de la Copa Mundial de Fútbol Sub-17 de 2023, un torneo de fútbol juvenil que estaba previsto jugarse para noviembre de 2023.
La FIFA le otorgaría la sede a Perú para el 2021, pero debido a la pandemia de COVID-19 el torneo que se iba a realizar en el 2021 fue aplazado para el 2023 manteniendo a Perú como organizador del 2023. Sin embargo, la llegada del ciclón Yaku fue lo que verdaderamente ocasionaría el verdadero motivo por el cual la FIFA le retiraría la sede a Perú, ya que el gobierno peruano decidió priorizar la reconstrucción de las zonas afectadas del país provocadas el ciclón en vez de remodelar los estadios para albergar los partidos del Mundial Sub-17 2023; motivo por el cual la FPF mandó desesperadamente una propuesta a la FIFA para no perder la sede y que los partidos se jueguen únicamente en Lima y en el Callao.
Al final la FIFA emitió un comunicado y decidió retirarle la sede del Mundial Sub-17 2023 a Perú debido a su incapacidad para cumplir con sus compromisos y terminar las infraestructuras necesarias para disputar el torneo. La FIFA le otorgaría la sede a Indonesia como compensación debido a que le fue retirada la sede del Mundial Sub-20 2023 al no querer dejar que Israel participe.

## Antecedentes
Anteriormente la FIFA había designado a Perú para organizar el Mundial Sub-17 en el año 2005, y el torneo se llevó a cabo con total normalidad.
El 4 de septiembre del 2019 la FIFA anunció a los dos países que presentaron de forma correcta las candidaturas para organizar el Mundial Sub-17 2021, los cuales fueron Perú e Indonesia. Y el 23 de octubre del 2019 la FIFA designó a Perú como el organizador del Mundial Sub-17 2021. Sin embargo, la pandemia de COVID-19 hizo que dicha edición del 2021 se cancelara y fuera postergada para el 2023 manteniendo a Perú como el anfitrión.
Perú planeó usar los siguientes estadios: Estadio Nacional, Estadio Miguel Grau, Estadio Mansiche, Estadio Elías Aguirre, Estadio 25 de Noviembre y Estadio Jorge Basadre.

## Controversia
La polémica surgió luego de la finalización de la pandemia de COVID-19, ya que cuando se tenía previsto remodelar los estadios para albergar el Mundial Sub-17 2023, la llegada del ciclón Yaku afectó al Perú lo cual puso en duda que Perú sea sede del Mundial Sub-17 2023. Al final, el gobierno peruano decidió darle más importancia a la reconstrucción de las zonas afectada del país que a la remodelación de los estadios de fútbol en los que se iban a jugar los partidos del Mundial Sub-17 2023. Otros motivos fueron que los estadios Miguel Grau de Piura y Jorge Basadre de Tacna no iniciaron remodelaciones debido a que a las autoridades correspondientes encontraron varias irregularidades en torno a las licitaciones, y para eso se necesitaron convocar a nuevas empresas constructoras, pero también se confirmó que no sería posible entregar los estadios en los plazos determinados; y en resumen, los únicos estadios que «en el papel» estaban listos eran el Estadio Nacional y el Estadio 25 de Noviembre; mientras que la FIFA era ajena a todos estos detalles, pero sí recibía los rumores de diversas complicaciones.
La FPF mandó una propuesta a la FIFA para no perder la sede del Mundial Sub-17 y que los partidos se jueguen únicamente en Lima y Callao. Al final, la FIFA rechazó la propuesta de la FPF.

## Sanciones
El 3 de abril del 2023 la FIFA mandó un comunicado diciendo: «adiós sede de la Copa del Mundo Sub-17 para Perú al quedar patente su incapacidad para cumplir con sus compromisos y terminar las infraestructuras necesarias para disputar el torneo».
La FIFA decidió retirar la sede a Perú, y Perú que al inicio estaba clasificado automáticamente, tuvo que poner su clasificación en juego en el Sudamericano Sub-17 2023. Al final, Perú quedaría eliminado al no clasificar al Mundial Sub-17.
Indonesia que era el otro país que había presentado su candidatura para organizar el Mundial Sub-17, había sido elegido para organizar el Mundial Sub-20 2023, pero debido a que Israel se clasificó a dicha edición, Indonesia no quería que Israel participe, a pesar de la presión de la FIFA, pero Indonesia se mantuvo firme en su negativa, y al final la FIFA le quitó la sede del Mundial Sub-20 2023 y se la dio a Argentina. Y debido a que la FIFA le había quitado la sede del Mundial Sub-17 2023 a Perú, decidió compensar a Indonesia y entregarle la sede del Mundial Sub-17 2023.
Curiosamente Perú e Indonesia habían presentado su candidatura para organizar los Mundiales Sub-20 y Sub-17 del 2021, siendo Indonesia elegida para el Sub-20 2021 y siendo Perú elegido para el Sub-17 2021, pero la pandemia del coronavirus hizo que ambos Mundiales sean suspendidos para el 2023 manteniendo a ambos países como organizadores. Sin embargo, a ambos países se les retiraría la sede de sus respectivos Mundiales, y tuvieron buscar su clasificación en sus torneos eliminatorios de sus respectivas confederaciones; al final, sólo Indonesia fue compensada con la sede del Mundial Sub-17 luego de que se le quitara la sede del Mundial Sub-20.

## Consecuencias
- Perú perdió una ganancia aproximada de 1 086 000 dólares en consumos, así como tampoco se mejoraron los estadios.[4]